# BMW 803
Il BMW 803 era un prototipo di motore aeronautico radiale a 28 cilindri su 4 stelle, raffreddato a liquido, realizzato dall'azienda tedesca BMW Flugmotorenbau GmbH negli anni quaranta ma mai entrato in produzione.
Derivato dall'801, condivideva molte delle sue componenti meccaniche ed in pratica era ottenuto accostando due 801 controrotanti assemblati attorno ad un comune asse di rotazione.

## Storia
Il progetto dell'803, come il precedente 802, nasce dall'esigenza di soddisfare la richiesta del Reichsluftfahrtministerium per la realizzazione di un motore che raggiungesse la potenza di 2 500 CV. Questi motori avrebbero dovuto equipaggiare i grandi bombardieri strategici che non erano stati previsti come dotazione della Luftwaffe se non negli ultimi anni della seconda guerra mondiale.

### Progettazione e sviluppo
Uno dei problemi che si debbono affrontare nella progettazione di un qualsiasi motore derivato dall'aumento delle dimensioni di uno precedente sta nell'arrivare ad un punto in cui il dimensionamento dell'albero a gomiti diventa una difficile sfida ingegneristica. Questo è un problema che accomuna tutti i motori della classe dei 2.500 CV tra cui l'802 a 18 cilindri. Per evitare tali problemi gli ingegneri della BMW decisero semplicemente di progettare l'803 evitando di usare un albero a gomiti comune, optando invece per una configurazione di motori in tandem che comandavano separatamente due eliche controrotanti. Il motore anteriore metteva direttamente in rotazione l'elica frontale mentre il moto dell'elica posteriore veniva trasmesso dall'altro motore tramite una serie di piccoli alberi di trasmissione che passavano tra i cilindri del primo. A causa però delle elevate temperature al contrario dell'801 raffreddato ad aria, l'803 venne raffreddato ad acqua.
Questa disposizione determinò la necessità di collocare il riduttore, caratterizzato dalle notevoli dimensioni, sulla parte anteriore con il motore anteriore dotato di un lungo albero di trasmissione che attraversava la scatola del cambio stesso.
La mancanza di un albero motore comune rese necessaria la trasmissione del moto a tutti gli accessori a carico di un solo motore, in questo caso il motore posteriore. Il compressore da solo assorbiva diverse centinaia di cavalli tanto che l'elica posteriore finiva per ricevere considerevolmente meno potenza di quella anteriore.
Pur arrivando ad erogare la notevole potenza di 3 900 CV, il motore risultava molto pesante ovvero 2 950 kg a vuoto che arrivavano a ben 4 130 kg una volta caricato dei liquidi di raffreddamento e di lubrificazione. Questo determinava un rapporto peso potenza di soli 0,94 CV/kg, non così elevato da come le dimensioni potrebbero suggerire, ben inferiore al valore del concorrente Junkers Jumo 222 che si attestava invece sui 2,14 CV/kg. Anche la potenza specifica risultava a favore del secondo, con circa 46,7 CV/L del BMW contro quasi i 54 CV/L dello Junkers, con un consumo specifico di 290 g/kWh, a livello dei turboelica di generazione più recente.
Come la maggior parte dei motori che avevano questa particolare configurazione accoppiata, l'803 non raggiunse mai livelli di messa a punto accettabili ed il progetto venne perciò abbandonato dopo averne realizzato un solo un esemplare.
Sebbene questo motore fosse comparso in diversi progetti della Blohm und Voss GmbH, tra i quali un caccia monoposto ad alte prestazioni, nessuno di questi venne mai sviluppato, sia per la qualità approssimativa degli stessi che per le difficoltà legate allo sviluppo dell'803.
L'unico esemplare realizzato di questo motore è conservato ed esposto presso il Deutsches Museum di Monaco di Baviera, in Germania.

## Velivoli utilizzatori
L'803 era stato progettato per essere utilizzato solamente in velivoli di grandi dimensioni, in particolar modo il quadrimotore Fw 238 ed esamotore Ta 400 chiamati anche New-York o Amerika Bomber, ma anche in altri bombardieri. Il più imponente di questi progetti, ovvero il Ta 400, fu progettato nel 1942 come bombardiere a lunghissimo raggio con il compito di poter raggiungere e bombardare New York, in territorio statunitense, dopo un volo transatlantico di andata e ritorno con partenza dalla Francia.
 Germania
- Blohm & Voss P.200 (idrovolante di linea transatlantico)
- Focke-Wulf Fw 238 (bombardiere rimasto allo stadio di progetto)
- Focke-Wulf Ta 400 (bombardiere rimasto allo stadio di progetto)

## Motori comparabili
Stati Uniti
- Pratt & Whitney R-4360 Wasp Major – motore radiale a 28 cilindri raffreddato ad aria che equipaggiava il bombardiere statunitense Boeing B-50
- Wright R-3350 – motore radiale a 18 cilindri raffreddato ad aria che equipaggiava il bombardiere statunitense Boeing B-29